# Dino Kojić
Dino Kojić (4 aprile 2005) è un calciatore sloveno, centrocampista dell'Olimpia Lubiana.

## Carriera

### Club
Cresciuto nel settore giovanile dell'Olimpia Lubiana, ha debuttato in prima squadra il 19 luglio 2024 nell'incontro di Prva slovenska nogometna liga contro l'Primorje Lubiana dove ha segnato la rete del definitivo 2-0.

### Nazionale
Ha giocato con le nazionali giovanili slovene Under-19 ed Under-21.

## Statistiche

### Presenze e reti nei club
Statistiche aggiornate al 7 giugno 2025.
| Stagione        | Squadra         | Campionato      | Campionato | Campionato | Coppe nazionali | Coppe nazionali | Coppe nazionali | Coppe continentali | Coppe continentali | Coppe continentali | Altre coppe | Altre coppe | Altre coppe | Totale | Totale | Totale |
| Stagione        | Squadra         | Comp            | Pres       | Reti       | Comp            | Pres            | Reti            | Comp               | Pres               | Reti               | Comp        | Pres        | Reti        | Pres   | Reti   |        |
| --------------- | --------------- | --------------- | ---------- | ---------- | --------------- | --------------- | --------------- | ------------------ | ------------------ | ------------------ | ----------- | ----------- | ----------- | ------ | ------ | ------ |
| 2024-2025       | Olimpia Lubiana | 1.SNL           | 29         | 6          | CS              | 2               | 2               | UECL               | 11                 | 1                  | -           | -           | -           | 29     | 6      |        |
| Totale carriera | Totale carriera | Totale carriera | 29         | 6          |                 | 2               | 2               |                    | 11                 | 1                  |             | -           | -           | 42     | 9      |        |

## Palmarès

### Club

#### Competizioni nazionali
- Campionato sloveno: 1

Olimpia Lubiana: 2024-2025